# César de melhor argumento original ou adaptado
O César de melhor argumento original ou adaptação (Portugal) ou roteiro original ou adaptação (Brasil) (em francês: César du meilleur scénario original ou adaptation) era um prémio cinematográfico atribuído anualmente pela Academia dos Césares.
A sua atribuição começou na primeira edição dos Prémios César, em 1976, tendo sido interrompida de 1983 e 1985 - anos em que o prémio foi dividido em dois: Melhor adaptação e Melhor argumento original - voltando depois à situação inicial. Em 2006 o prémio foi novamente dividido em dois, de forma a diferenciar o trabalho do adaptador do do autor original.

## Vencedores
| Ano                                                                                        | Roteirista/Argumentista ou adaptador                              | Filme                                 | Título no Brasil                     | Título em Portugal                            |
| ------------------------------------------------------------------------------------------ | ----------------------------------------------------------------- | ------------------------------------- | ------------------------------------ | --------------------------------------------- |
| 1976                                                                                       | Bertrand Tavernier Jean Aurenche                                  | Que la fête commence                  |                                      | Vamos a Isto que É Festa                      |
| 1976                                                                                       | Georges Conchon Jacques Rouffio                                   | Sept morts sur ordonnance             |                                      |                                               |
| 1976                                                                                       | Robert Enrico Pascal Jardin                                       | Le Vieux Fusil                        | O Velho Fuzil                        |                                               |
| 1976                                                                                       | Jean-Charles Tacchella                                            | Cousin, cousine                       |                                      |                                               |
| 1977                                                                                       | Jean Aurenche Bertrand Tavernier                                  | Le Juge et l'Assassin                 |                                      | O Juiz e o Assassino                          |
| 1977                                                                                       | Luc Béraud Claude Miller                                          | La Meilleure Façon de marcher         |                                      |                                               |
| 1977                                                                                       | Jean-Loup Dabadie                                                 | Un éléphant ça trompe énormément      |                                      | As Belas Mulheres dos Outros                  |
| 1977                                                                                       | Francis Veber                                                     | Le Jouet                              |                                      | Malucos à Solta                               |
| 1978                                                                                       | David Mercer                                                      | Providence                            |                                      |                                               |
| 1978                                                                                       | Michel Audiard                                                    | Mort d'un pourri                      | Morte de um Corrupto                 |                                               |
| 1978                                                                                       | Luis Buñuel Jean-Claude Carrière                                  | Cet obscur objet du désir             | Esse Obscuro Objeto do Desejo        | Este Obscuro Objecto do Desejo                |
| 1978                                                                                       | Jean-Loup Dabadie                                                 | Nous irons tous au paradis            |                                      | Vamos Todos para o Paraíso                    |
| 1979                                                                                       | Gilles Perrault Michel Deville                                    | Le Dossier 51                         |                                      | Dossier 51                                    |
| 1979                                                                                       | Christian de Chalonge Pierre Dumayet                              | L'Argent des autres                   |                                      | O Dinheiro dos Outros                         |
| 1979                                                                                       | Georges Conchon Jacques Rouffio                                   | Le Sucre                              |                                      |                                               |
| 1979                                                                                       | Jean-Loup Dabadie Claude Sautet                                   | Une histoire simple                   |                                      | Uma História Simples                          |
| 1980                                                                                       | Bertrand Blier                                                    | Buffet froid                          | Coquetel de Assassinos               | Crimes a Sangue Frio                          |
| 1980                                                                                       | Alain Corneau Georges Perec                                       | Série noire                           |                                      | Série Negra                                   |
| 1980                                                                                       | Jacques Doillon                                                   | La Drôlesse                           |                                      |                                               |
| 1980                                                                                       | Henri Verneuil Didier Decoin                                      | I... comme Icare                      |                                      | O Sorriso do Assassino                        |
| 1981                                                                                       | François Truffaut Suzanne Schiffman                               | Le Dernier Métro                      | O Último Metrô                       | O Último Metro                                |
| 1981                                                                                       | Jean Gruault                                                      | Mon oncle d'Amérique                  | Meu Tio da América                   | O Meu Tio da América                          |
| 1981                                                                                       | John Guare                                                        | Atlantic City                         |                                      | Atlantic City, U.S.A.                         |
| 1981                                                                                       | David Rayfiel Bertrand Tavernier                                  | La Mort en direct                     | A Morte ao Vivo                      | A Morte em Directo                            |
| 1982                                                                                       | Jean Herman Michel Audiard Claude Miller                          | Garde à vue                           | Cidadão sob Custódia                 | Sem Culpa Formada                             |
| 1982                                                                                       | Jean Aurenche Bertrand Tavernier                                  | Coup de torchon                       |                                      | Justiceiro por Conta Própria                  |
| 1982                                                                                       | Gérard Brach                                                      | La Guerre du feu                      | A Guerra do Fogo                     | A Guerra do Fogo                              |
| 1982                                                                                       | Christopher Frank Pierre Granier-Deferre Jean-Marc Roberts        | Une étrange affaire                   |                                      |                                               |
| De 1983 a 1985: César de melhor argumento original e César de melhor adaptação e diálogos. |                                                                   |                                       |                                      |                                               |
| 1986                                                                                       | Coline Serreau                                                    | Trois hommes et un couffin            | 3 Homens e um Bebê                   | Três Homens e Um Berço                        |
| 1986                                                                                       | Olivier Assayas André Téchiné                                     | Rendez-vous                           | Rendez-vous                          | Encontro                                      |
| 1986                                                                                       | Michel Audiard Jacques Deray                                      | On ne meurt que deux fois             |                                      | Só se Morre Duas Vezes                        |
| 1986                                                                                       | Luc Béraud Claude Miller Annie Miller Bernard Stora               | L'Effrontée                           |                                      |                                               |
| 1986                                                                                       | Michel Deville                                                    | Péril en la demeure                   | Perigo no Coração                    |                                               |
| 1987                                                                                       | Camille de Casabianca Alain Cavalier                              | Thérèse                               |                                      | Teresa                                        |
| 1987                                                                                       | Claude Berri Gérard Brach                                         | Jean de Florette                      | Jean de Florette                     | Jean de Florette                              |
| 1987                                                                                       | Bertrand Blier                                                    | Tenue de soirée                       | Meu Marido de Baton                  | Traje de Noite                                |
| 1987                                                                                       | Francis Veber                                                     | Les Fugitifs                          |                                      |                                               |
| 1988                                                                                       | Louis Malle                                                       | Au revoir les enfants                 | Adeus, Meninos                       | Adeus, Rapazes                                |
| 1988                                                                                       | Patrick Dewolf Patrice Leconte                                    | Tandem                                |                                      |                                               |
| 1988                                                                                       | Jean-Loup Hubert                                                  | Le Grand Chemin                       |                                      |                                               |
| 1988                                                                                       | Éric Rohmer                                                       | L'Ami de mon amie                     | O Amigo da Minha Amiga               | O Amigo da Minha Amiga                        |
| 1988                                                                                       | Colo Tavernier                                                    | La Passion Béatrice                   |                                      |                                               |
| 1989                                                                                       | Étienne Chatiliez Florence Quentin                                | La vie est un long fleuve tranquille  | A Vida É um Longo Rio Tranqüilo      | A Vida É um Longo Rio Tranquilo               |
| 1989                                                                                       | Luc Béraud François Truffaut Claude de Givray Annie Miller        | La Petite Voleuse                     | Ladra e Sedutora                     | A Pequena Ladra                               |
| 1989                                                                                       | Michel Deville Rosalinde Deville                                  | La Lectrice                           | Uma Leitora Bem Particular           | A Leitora                                     |
| 1989                                                                                       | François Dupeyron Dominique Faysse                                | Drôle d'endroit pour une rencontre    | Lugar Estranho Para um Encontro      |                                               |
| 1990                                                                                       | Bertrand Blier                                                    | Trop belle pour toi                   | Linda Demais para Você               | Bela Demais para Ti                           |
| 1990                                                                                       | Jean Cosmos Bertrand Tavernier                                    | La Vie et rien d'autre                |                                      |                                               |
| 1990                                                                                       | Pierre Jolivet Olivier Schatzky                                   | Force majeure                         |                                      |                                               |
| 1990                                                                                       | Éric Rochant                                                      | Un monde sans pitié                   |                                      | Um Mundo Sem Piedade                          |
| 1991                                                                                       | Jean-Pierre Ronssin Christian Vincent                             | La Discrète                           |                                      |                                               |
| 1991                                                                                       | Jean-Claude Carrière Jean-Paul Rappeneau                          | Cyrano de Bergerac                    | Cyrano de Bergerac                   | Cyrano de Bergerac                            |
| 1991                                                                                       | Jacques Doillon                                                   | Le Petit Criminel                     | O Jovem Assassino                    | O Pequeno Criminoso                           |
| 1991                                                                                       | Claude Klotz Patrice Leconte                                      | Le Mari de la coiffeuse               | O Marido da Cabeleireira             | O Marido da Cabeleireira                      |
| 1992                                                                                       | Jean-Pierre Jeunet Marc Caro Gilles Adrien                        | Delicatessen                          | Delicatessen                         | Delicatessen                                  |
| 1992                                                                                       | Bertrand Blier                                                    | Merci la vie                          | Obrigado à Vida                      | Que Raio de Vida!                             |
| 1992                                                                                       | Alain Corneau Pascal Quignard                                     | Tous les matins du monde              | Todas as Manhãs do Mundo             | Todas as Manhãs do Mundo                      |
| 1992                                                                                       | Maurice Pialat                                                    | Van Gogh                              |                                      | Van Gogh                                      |
| 1993                                                                                       | Coline Serreau                                                    | La Crise                              | A Crise                              | A Crise                                       |
| 1993                                                                                       | Michel Alexandre Bertrand Tavernier                               | L.627                                 | L.627 - Corrupção Policial           |                                               |
| 1993                                                                                       | Cyril Collard                                                     | Les Nuits fauves                      | Noites Felinas                       | Noites Bravas                                 |
| 1993                                                                                       | Arnaud Desplechin                                                 | La Sentinelle                         |                                      |                                               |
| 1993                                                                                       | Jacques Fieschi Claude Sautet                                     | Un cœur en hiver                      | Um Coração no Inverno                | Um Coração no Inverno                         |
| 1994                                                                                       | Agnès Jaoui Jean-Pierre Bacri                                     | Smoking/No Smoking                    | Smoking/No smoking                   | Fumar/Não Fumar                               |
| 1994                                                                                       | Claude Berri e Arlette Langmann-Ramonet                           | Germinal                              |                                      | Germinal                                      |
| 1994                                                                                       | Pascal Bonitzer André Téchiné                                     | Ma saison préférée                    | Minha Estação Preferida              | A Minha Estação Preferida                     |
| 1994                                                                                       | Christian Clavier Jean-Marie Poiré                                | Les Visiteurs                         | Os Visitantes                        | Os Visitantes                                 |
| 1994                                                                                       | Krzysztof Kieślowski Krzysztof Piesiewicz                         | Trois Couleurs: Bleu                  | A Liberdade É Azul                   | Três Cores - Azul                             |
| 1995                                                                                       | André Téchiné Olivier Massart Gilles Taurand                      | Les Roseaux sauvages                  | Rosas Selvagens                      | Os Juncos Silvestres                          |
| 1995                                                                                       | Jacques Audiard Alain Le Henry                                    | Regarde les hommes tomber             |                                      |                                               |
| 1995                                                                                       | Michel Blanc                                                      | Grosse fatigue                        | Estressadíssimo                      |                                               |
| 1995                                                                                       | Patrice Chéreau Danièle Thompson                                  | La Reine Margot                       | A Rainha Margot                      | A Rainha Margot                               |
| 1995                                                                                       | Krzysztof Kieślowski Krzysztof Piesiewicz                         | Trois Couleurs: Rouge                 | A Fraternidade É Vermelha            | Três Cores - Vermelho                         |
| 1996                                                                                       | Telsche Boorman Josiane Balasko                                   | Gazon maudit                          |                                      | A Minha Mulher Tem Noiva                      |
| 1996                                                                                       | Claude Chabrol Caroline Eliacheff                                 | La Cérémonie                          | Mulheres Diabólicas                  | A Cerimónia                                   |
| 1996                                                                                       | Jacques Fieschi Claude Sautet                                     | Nelly et Monsieur Arnaud              | Minha Secretária                     |                                               |
| 1996                                                                                       | Mathieu Kassovitz                                                 | La Haine                              | O Ódio                               | O Ódio                                        |
| 1996                                                                                       | Florence Quentin                                                  | Le bonheur est dans le pré            | Enganar É Viver                      |                                               |
| 1997                                                                                       | Cédric Klapisch Agnès Jaoui Jean-Pierre Bacri                     | Un air de famille                     | Odeio te Amar                        |                                               |
| 1997                                                                                       | Gabriel Aghion Patrick Timsit                                     | Pédale douce                          | Loucas Noites de Batom               |                                               |
| 1997                                                                                       | Jacques Audiard Alain Le Henry                                    | Un héros très discret                 | Um Herói Muito Discreto              | Um Herói Muito Discreto                       |
| 1997                                                                                       | Jean Cosmos Bertrand Tavernier                                    | Capitaine Conan                       |                                      |                                               |
| 1997                                                                                       | Rémi Waterhouse                                                   | Ridicule                              | Ridículo                             | O Ridículo                                    |
| 1998                                                                                       | Agnès Jaoui Jean-Pierre Bacri                                     | On connaît la chanson                 | Amores Parisienses                   | É Sempre a Mesma Cantiga                      |
| 1998                                                                                       | Michel Alexandre Alain Corneau                                    | Le Cousin                             | O Primo                              |                                               |
| 1998                                                                                       | Anne Fontaine Gilles Taurand                                      | Nettoyage à sec                       | Lavagem a Seco                       |                                               |
| 1998                                                                                       | Jean-François Goyet Manuel Poirier                                | Western                               |                                      |                                               |
| 1998                                                                                       | Robert Guédiguian Jean-Louis Milesi                               | Marius et Jeannette                   | Marius e Jeannette                   | Marius e Jeannette                            |
| 1999                                                                                       | Francis Veber                                                     | Le Dîner de cons                      |                                      | O Jantar de Palermas                          |
| 1999                                                                                       | Roger Bohbot Erick Zonca                                          | La Vie rêvée des anges                | A Vida Sonhada dos Anjos             | A Vida Sonhada dos Anjos                      |
| 1999                                                                                       | Patrice Chéreau Danièle Thompson Pierre Trividic                  | Ceux qui m'aiment prendront le train  | Os que me Amam Tomarão o Trem        | Quem Me Amar Irá de Comboio                   |
| 1999                                                                                       | Jacques Fieschi Nicole Garcia                                     | Place Vendôme                         |                                      |                                               |
| 1999                                                                                       | Radu Mihaileanu                                                   | Train de vie                          | Trem da Vida                         |                                               |
| 2000                                                                                       | Tonie Marshall                                                    | Vénus Beauté (Institut)               | Instituto de Beleza Vênus            |                                               |
| 2000                                                                                       | Michel Deville Rosalinde Deville                                  | La Maladie de Sachs                   |                                      |                                               |
| 2000                                                                                       | Serge Frydman                                                     | La Fille sur le pont                  |                                      | A Mulher e o Atirador de Facas                |
| 2000                                                                                       | Pierre Jolivet Simon Michaël                                      | Ma petite entreprise                  |                                      |                                               |
| 2000                                                                                       | Christopher Thompson Danièle Thompson                             | La Bûche                              | Três Irmãs                           |                                               |
| 2001                                                                                       | Agnès Jaoui Jean-Pierre Bacri                                     | Le Goût des autres                    | O Gosto dos Outros                   | O Gosto dos Outros                            |
| 2001                                                                                       | Laurent Cantet Gilles Marchand                                    | Ressources humaines                   |                                      | Recursos Humanos                              |
| 2001                                                                                       | Gilles Marchand Dominik Moll                                      | Harry, un ami qui vous veut du bien   |                                      | Harry, um Amigo ao Seu Dispor                 |
| 2001                                                                                       | Patricia Mazuy Yves Thomas                                        | Saint-Cyr                             |                                      |                                               |
| 2001                                                                                       | Bernard Rapp Gilles Taurand                                       | Une affaire de goût                   | Uma Questão de Gosto                 |                                               |
| 2002                                                                                       | Jacques Audiard Tonino Benacquista                                | Sur mes lèvres                        |                                      | Nos Meus Lábios                               |
| 2002                                                                                       | François Dupeyron                                                 | La Chambre des officiers              |                                      |                                               |
| 2002                                                                                       | Jean-Pierre Jeunet Guillaume Laurant                              | Le Fabuleux Destin d'Amélie Poulain   | O Fabuloso Destino de Amélie Poulain | O Fabuloso Destino de Amélie                  |
| 2002                                                                                       | Coline Serreau                                                    | Chaos                                 | Caos                                 |                                               |
| 2002                                                                                       | Danis Tanovic                                                     | No Man's Land                         | Terra de Ninguém                     | Terra de Ninguém                              |
| 2003                                                                                       | Costa-Gavras Jean-Claude Grumberg                                 | Amen.                                 | Amém                                 |                                               |
| 2003                                                                                       | Michel Blanc                                                      | Embrassez qui vous voudrez            | Beije Quem Você Quiser               | Amor Sem Tréguas                              |
| 2003                                                                                       | Ronald Harwood                                                    | Le Pianiste                           | O Pianista                           | O Pianista                                    |
| 2003                                                                                       | Cédric Klapisch                                                   | L'Auberge espagnole                   | O Albergue Espanhol                  | A Residência Espanhola                        |
| 2003                                                                                       | François Ozon Marina de Van                                       | Huit Femmes                           | 8 Mulheres                           | 8 Mulheres                                    |
| 2004                                                                                       | Denys Arcand                                                      | Les Invasions barbares                | As Invasões Bárbaras                 | As Invasões Bárbaras                          |
| 2004                                                                                       | Lucas Belvaux                                                     | Un couple épatant Cavale Après la vie |                                      | Depois da Vida, Em Fuga e Um Casal Encantador |
| 2004                                                                                       | Julie Bertucelli Roger Bohbot Bernard Renucci                     | Depuis qu'Otar est parti...           | Desde que Otar Partiu                |                                               |
| 2004                                                                                       | Alain Corneau                                                     | Stupeur et Tremblements               |                                      |                                               |
| 2004                                                                                       | Patrick Modiano Jean-Paul Rappeneau                               | Bon Voyage                            | Viagem do Coração                    | Boa Viagem                                    |
| 2005                                                                                       | Abdellatif Kechiche Ghalia Lacroix                                | L'Esquive                             | A Esquiva                            | A Esquiva                                     |
| 2005                                                                                       | Roger Bohbot Arnaud Desplechin                                    | Rois et Reine                         | Reis e Rainha                        | Reis e Rainha                                 |
| 2005                                                                                       | Jean-Pierre Bacri Agnès Jaoui                                     | Comme une image                       | Questão de Imagem                    | Olhem para Mim                                |
| 2005                                                                                       | Guillaume Laurant Jean-Pierre Jeunet                              | Un long dimanche de fiançailles       | Amor Eterno                          | Um Longo Domingo de Noivado                   |
| 2005                                                                                       | Dominique Loiseau Franck Mancuso Olivier Marchal Julien Rappeneau | 36 quai des orfèvres                  | 36                                   | 36 Anti-Corrupção                             |